# Nalewka

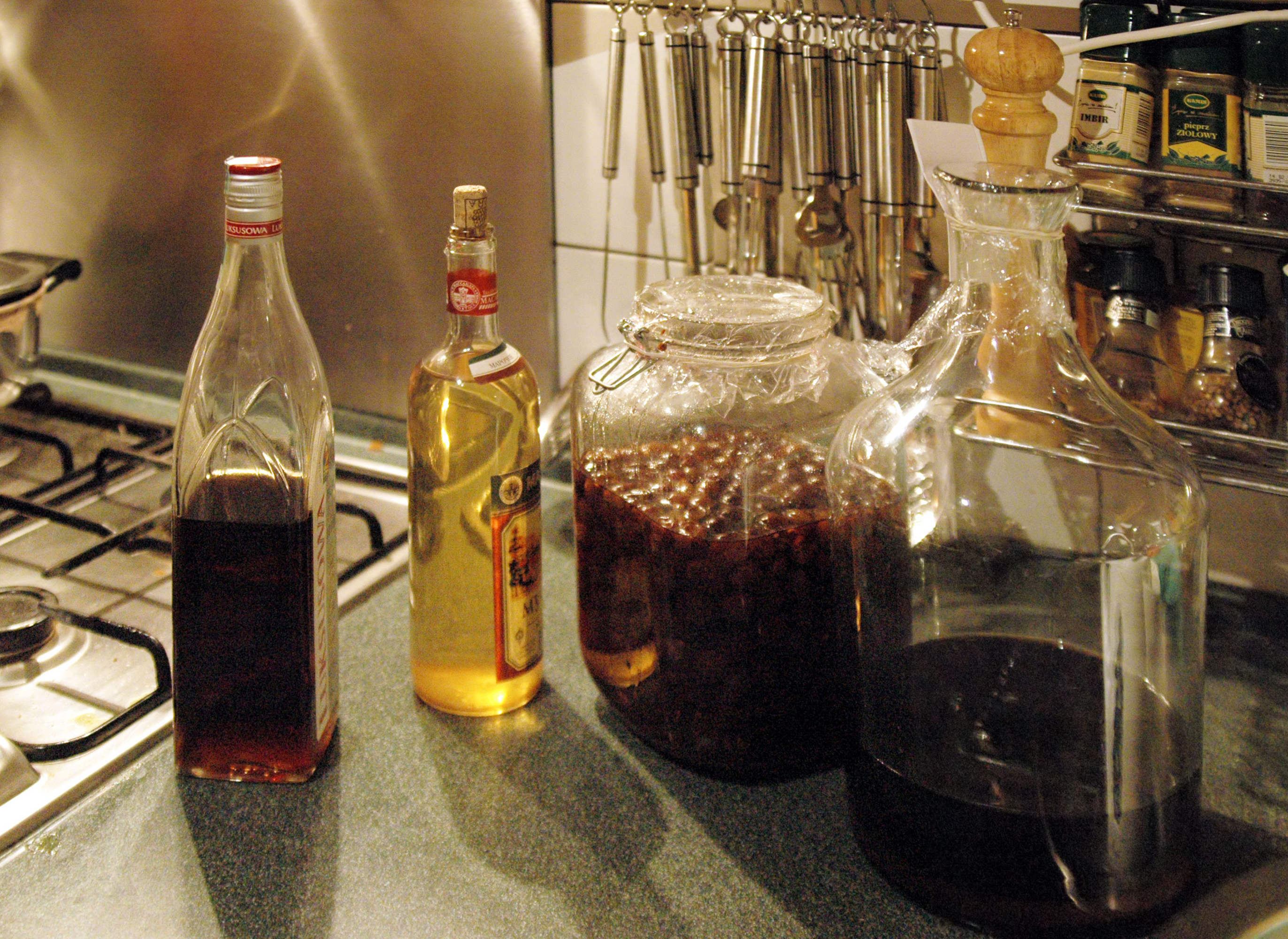
Una variedad de nalewka en diferentes fases de elaboración.

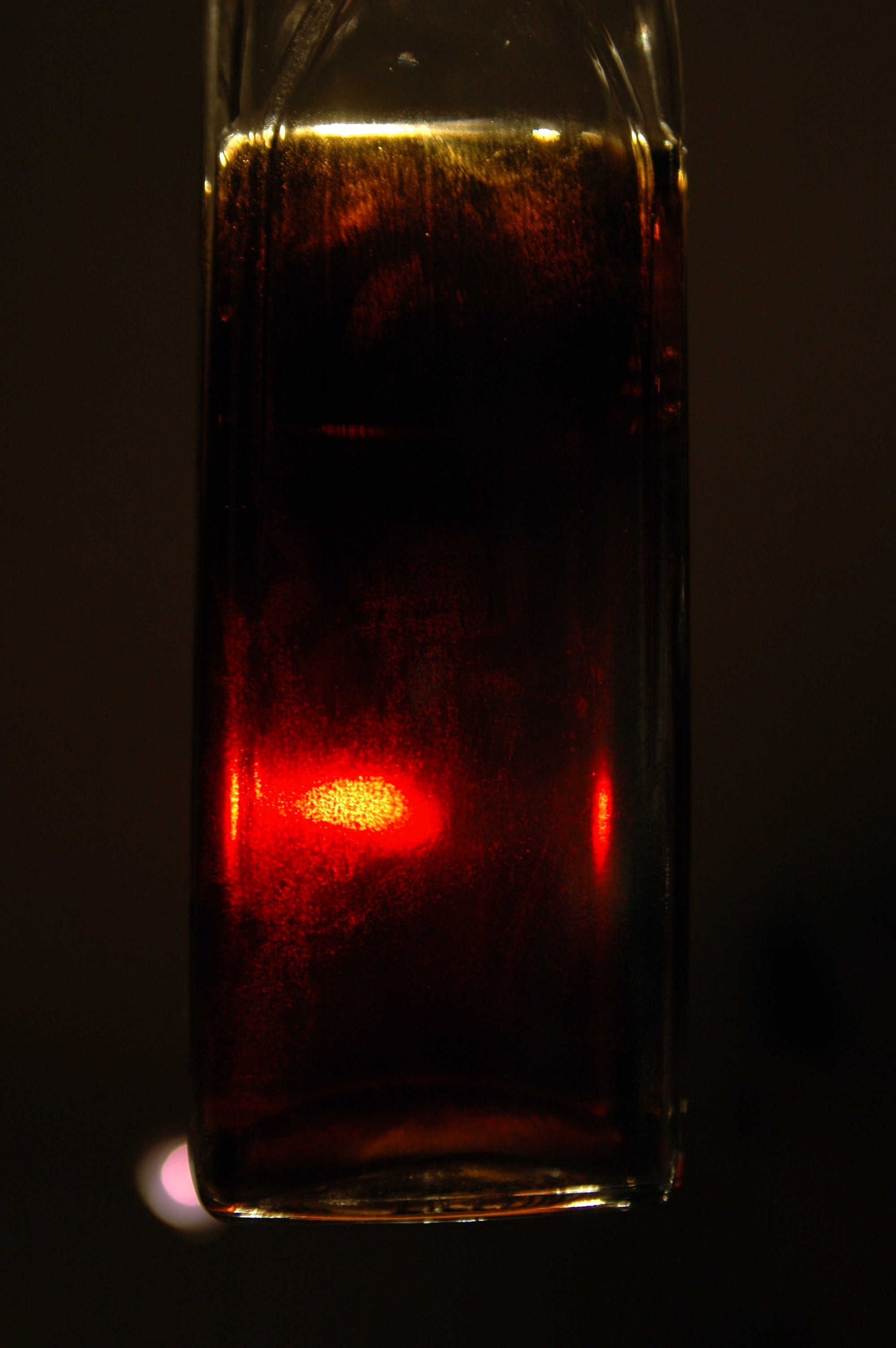
Nalewka obtiene el color del café tras 3 años de envejecimiento, de ellos la mitad en una barrica de madera.

Nalewka (literalmente en polaco ’’ensamblaje”), es una bebida destilada tradicional polaca. La bebida alcohólica contiene entre un 40 y un 45% de alcohol y se produce por la maceración de varios ingredientes alcohólicos como el vodka o el licor. Entre los ingredientes usados para la preparación, se destaca: la fruta, diferentes tipos de hierbas, especias y azúcar o melaza. El nombre también se usa de forma engañosa para la variedad de cócteles que se venden en Polonia, normalmente de baja calidad y de bajo contenido de alcohol (no más de un 18%). Los métodos de preparación del nalewka implican maceraciones mezcladas con otras y con un sirope (ese método especial concierne nalewka de fruta), raras veces nalewka es una combinación de dos destiladores.
Actualmente, el nombre de nalewka, está registrado para la denominación nacional dentro de la Unión Europea. Al contrario de los licores normales, el nalewka es antiguo. 
La mayoría de los nalewka tienen su nombre particular que proviene de los ingredientes principales o del nombre del lugar tradicional de elaboración. Las recetas de los nalewka se mantienen en secreto por unas de las familias de szlachta y sólo reveladas a los niños del señor después de la muerte del padre.
Entre los ingredientes comunes se destaca: crataegus monogyna (głogówka), convallaria majalis (konwaliówka), cornus alba (dereniówka), ribes nigrum (smorodinówka), juniperus (jałowcówka), zingiber officinale (imbirówka), juglans regia verde (orzechówka), cerasus (wiśniówka), warmwood (piołunówka), pimpinella anisum (anyżówka) y prunus armeniaca (morelówka) entre otros. También, entre nalewka, existen unas mezclas de alcohol con otras sustancias como: krupniok, basado en la miel; kawówka, proveniente del café y el porterówka hecha de cervezaPorter. 

## Enlaces relacionados
- Historia, propiedades y recetas de licores caseros
- Nalewkas-tradicionales licores polacos Archivado el 1 de junio de 2008 en Wayback Machine. (en inglés)
- Count Pulaski Nalevka Archivado el 27 de septiembre de 2007 en Wayback Machine. (en inglés)
- Liqueurweb: Cómo hacer licores Archivado el 22 de febrero de 2006 en Wayback Machine. (en inglés)
- Extensa lista de licores (en inglés)